# Salah Hamouri
Salah Hamouri (en arabe : صلاح حموري, né le 25 avril 1985 à Jérusalem, est un avocat et défenseur des droits de l'homme franco-palestinien.
Il est arrêté en 2005 par Israël, qui l'accuse d'appartenance au Front populaire de libération de la Palestine (FPLP) et d'avoir envisagé d'assassiner Ovadia Yosef, ancien grand-rabbin d'Israël et chef spirituel du parti religieux Shas. Lui-même nie ces accusation et sa détention est dénoncée par les organisations de défense des droits humains. Il est libéré en 2011 lors d'un échange de prisonniers entre Palestiniens et Israéliens. Il est de nouveau placé en détention administrative en août 2017 sans qu’aucune charge ne soit émise contre lui, puis libéré après 13 mois d'incarcération.
Il est encore incarcéré en mars 2022, sans accusation formelle, puis expulsé d’Israël et de Palestine en 2022. Son expulsion est qualifiée de « déportation » par Amnesty International, condamné par le ministère français des Affaires étrangères et qualifié de « crime de guerre » par l'ONU. Il vit aujourd’hui en exil en France.

## Biographie

### Origines et études
Salah Hamouri est né d'une mère française, Denise-Annick Guidoux, originaire de Bourg-en-Bresse (Ain), professeure de français dans une école catholique privée à Jérusalem-Ouest, et d'un père palestinien, Hassan Hamouri, restaurateur à Jérusalem. Il a un frère, Amir, et une sœur, Caroline.
Il est ainsi Français par sa mère et Palestinien par son père. Celui-ci, Hassan Hamouri, est un citoyen jordanien[réf. nécessaire] d'origine palestinienne habitant Jérusalem-Est, contrôlée par la Jordanie entre 1948 et 1967. En effet, après la conquête de la partie Est de la ville par Israël lors de la Guerre des Six jours puis la guerre civile de Septembre Noir du royaume hachémite contre les fedayin de l'OLP , le royaume de Jordanie décide de déchoir tous les Palestiniens de leur ancienne citoyenneté jordanienne, ce qui les rend pendant plusieurs années apatrides. Les résidents arabes de Jérusalem peuvent théoriquement demander la nationalité israélienne s'ils font un serment d'allégeance, ce que la majorité refusent. Salah Hamouri grandit ainsi avec le statut de « résident permanent ». Il dispose du droit de vote aux élections locales israéliennes.
Il étudie au sein de l'école privée catholique De La Salle College, des frères des Écoles chrétiennes. Après son baccalauréat, il fait des études de sociologie à l'université de Bethléem.
Après sa sortie de prison en 2011, il fait des études de droit et devient avocat au barreau palestinien en août 2017. Il est toutefois placé sous le coup de nombreuses restrictions de mouvement et ne peut exercer son métier, faute d’être autorisé à entrer dans les tribunaux et les prisons. Il sera également découvert qu'il a été placé sous écoutes téléphoniques.
La femme de Salah Hamouri, épousée en 2014, est Elsa Lefort, fille du député Jean-Claude Lefort (PCF), ancien secrétaire de Georges Marchais. Elle est expulsée vers la France par les autorités israéliennes en 2016, alors qu'elle était employée par le consulat de France à Jérusalem. Son entourage sollicite le ministère des Affaires étrangères afin qu'Elsa Lefort, enceinte, puisse aller accoucher à Jérusalem.
Le couple a deux enfants qui vivent en France.

### Emprisonnement

#### Première arrestation
C'est pendant sa deuxième année de sociologie que les autorités militaires israéliennes l'arrêtent lors d'un contrôle d'identité à un point de contrôle militaire à Qalqilya, en Cisjordanie occupée, le 13 mars 2005. Selon ses dires, il se rendait avec des amis à Ramallah ; alors qu'il arrivait au checkpoint de Qalqiliya, les soldats le font descendre du véhicule et l’arrêtent sans aucune explication. Il est conduit aussitôt en prison.
Salah Hamouri est arrêté pour répondre de deux chefs d’inculpation : 
- appartenance à une organisation classée comme terroriste[9], le Front populaire de libération de la Palestine (FPLP)[1] ;
- complot visant à assassiner Ovadia Yosef, leader spirituel du parti religieux ultra-orthodoxe Shass, ancien grand-rabbin d'Israël[10],[11],[12].

Dans un premier temps, Hamouri nie les faits qui lui sont reprochés,. Selon l'accusation, il connaissait Moussa Darwish qui a admis avoir fomenté le projet de passer devant la maison du rabbin en moto et d'ouvrir le feu. Selon des articles publiés lors de l'arrestation de Salah Hamouri dans la presse israélienne, Moussa Darwish, Salah Hamouri et Muatztaf Sheikh ont acheté des armes et des munitions pour assassiner Ovadia Yosef,, et installé, dans plusieurs quartiers du nord de Jérusalem, des groupes de distribution de prospectus anti-israéliens émanant du FPLP. Enfin, ils auraient eu des contacts avec des membres du FPLP incarcérés à la suite de l'assassinat de l'ancien ministre israélien du tourisme, Rehavam Zeevi.

#### Procès
Après trois ans de détention préventive, son avocate israélienne Leah Tsemel lui suggère sur proposition du procureur militaire israélien d'accepter une négociation de peine à son procès, qui lui permettrait d'être condamné à une peine moindre que celle qu'il encourt (14 années de prison) s'il refuse cette option. En avril 2008, Jean-Claude Lefort, président de l'Association France-Palestine Solidarité, qui deviendra en 2014 le beau-père de Salah Hamouri et coordinateur de son comité national de soutien, assure avoir entendu les juges militaires dire dans le tribunal la phrase suivante : « Cette fois, ou tu plaides coupable, ou tu en prends pour 14 ans… » Son avocate lui conseille alors de plaider coupable, selon la procédure de plaidoyer de marchandage, malgré l'absence d'élément concret dans le dossier d’accusation.
Après avoir suivi ces recommandations, il est condamné à sept ans d'emprisonnement par le tribunal militaire israélien de Judée, à Ofer en Cisjordanie, le 17 avril 2008. Le consulat général de France a suivi l'ensemble de la procédure judiciaire et a assisté à toutes les audiences.
L'initiateur de la tentative d'assassinat, Moussa Darwish, est quant à lui condamné à 12 ans de prison en appel.
Hamouri purge l'essentiel de sa peine à la prison de Guilboa, puis est transféré à la prison de Shata, quelques semaines avant sa libération.

#### Demande de libération anticipée
Selon l'ambassade d'Israël en France, Salah Hamouri pourrait faire appel devant la Cour suprême, ce que contestent ses soutiens,.
En 2009, Salah Hamouri demande une libération anticipée pour « bonne conduite », qui lui est refusée par la commission israélienne chargée de statuer sur sa libération. Les services du Quai d'Orsay étudient les motifs avancés par la commission israélienne sur ce refus. Parmi ceux-ci et selon le porte-parole du ministère des Affaires étrangères israélien, figure la procédure de plaider coupable, choisie par Hamouri pour réduire sa peine, qui ainsi démontrerait sa culpabilité, ainsi que le refus de présenter des excuses - ce que lui reprochera dans un courrier la ministre Rama Yade, et enfin son statut de récidiviste, déjà condamné à de la prison pour avoir collé des affiches.

#### Position diplomatiques

##### France
Avant le jugement, les autorités françaises, par la voix de Cédric Goubet, chef de cabinet du président de la République, ont fait savoir qu'Israël était un État de droit. Il était donc impossible d’intervenir dans le processus judiciaire en cours tandis que, de son côté, Bernard Kouchner, alors ministre des Affaires étrangères, exprimait son mécontentement aux autorités israéliennes et demandait « un procès rapide », selon la demande d'Elsa Hamouri,.

La ministre Rama Yade, saisie par la famille de Salah Hamouri, a répondu par une lettre qui suscitera une réaction indignée de la mère d'Hamouri : 

« Lors de l’audience le 10 avril dernier, Monsieur Hamouri a reconnu avoir été en compagnie de Monsieur Moussa Darwish, accusé d’avoir voulu assassiner le rabbin Obadia Yosef et condamné pour cette tentative d’assassinat à 12 ans de prison. Monsieur Hamouri a reconnu qu’il avait essayé d’expliquer à son camarade qu’il valait mieux reporter cette tentative par manque d’armes et de munitions. Le juge a alors accusé le prévenu de tentative d’assassinat avec préméditation. Monsieur Hamouri a déclaré être en accord avec l’énoncé des faits et n’avoir rien à ajouter. Le 17 avril dernier, le juge a relevé que Monsieur Salah Hamouri n’a exprimé aucun regret et l’a condamné à une peine de réclusion assortie d’une peine probatoire de 3 ans à sa libération. »

Le Quai d’Orsay et l’Élysée restent depuis la condamnation discrets sur le sujet. La diplomatie française s’accorde derrière le plaider coupable et ne semble pas avoir entrepris de démarches significatives en vue de la libération de Salah Hamouri. Cet état de fait incite l'ancien député Jean-Claude Lefort et beau-père de l'accusé à critiquer « l’insuffisance de l’action des autorités françaises ». Nicolas Sarkozy a notamment refusé de recevoir la famille d'Hamouri (qui a toutefois été reçue par Bernard Kouchner), mais a réclamé un « geste de clémence » auprès du Premier ministre israélien Benyamin Netanyahou.

En décembre 2009, Dominique Voynet, sénatrice française (Les Verts) , évoque le cas Salah Hamouri lors d'une séance de questions d'actualité au Sénat français. La question s'adressant au ministre des Affaires étrangères, Bernard Kouchner y a répondu. Extrait de l'intervention de Dominique Voynet : 
« 
Comment expliquer le silence du gouvernement [Français] concernant Salah Hamouri ?
Ce jeune franco-palestinien, arrêté le 13 mars 2005, au cours d’un contrôle d’identité à l’un des nombreux checkpoint entre Jérusalem-Est et Ramallah a été conduit en prison sans en connaître le motif. Ce n’est qu’ultérieurement que lui ont été notifié les raisons de son incarcération : être passé en voiture trois mois plus tôt, devant le domicile de Yosef Ovadia, rabbin, également chef du parti ultra-orthodoxe Shas. Salah Hamouri fut aussi suspecté d’être affilié au FPLP.
Sur ces bases, la justice militaire Israélienne a estimé que Salah Hamouri avait des intentions négatives à l’encontre du rabbin. Plus de 20 audiences du procès ont été annulées faute de témoins. Le 10 avril 2008, soit plus de trois ans après le début de sa détention, Salah Hamouri a été traduit devant le juge militaire. Son avocate a pointé durant le procès l’absence de preuves quant à son intention de porter atteinte à l’intégrité physique de M. Ovadia. Craignant qu’il ne soit condamné à une peine plus longue, elle a néanmoins conseillé à Salah Hamouri de plaider coupable.
Condamné en mars 2008 à 7 ans de prison, il n’a cessé depuis de clamer son innocence. Cette condamnation d’un civil français, par une justice militaire apparaît totalement disproportionnée puisqu’elle ne s’appuie sur aucune preuve ni aucun élément tangible.
 »
Dans un courrier de 2011, le ministre français des Affaires étrangères Alain Juppé souligne qu' aucun élément de preuve n'a été présenté par l'accusation israélienne.

En décembre 2022, Israël expulse Hamouri en France. L'ONU a qualifié cette déportation de « crime de guerre » et le Ministère des Affaires étrangères français a condamné cette expulsion : 
« Nous condamnons aujourd’hui la décision des autorités israéliennes, contraire au droit, d’expulser M. Salah Hamouri vers la France.
Depuis sa dernière arrestation, la France s’est pleinement mobilisée, y compris au plus haut niveau de l’Etat, pour faire en sorte que les droits de M. Salah Hamouri soient respectés, qu’il bénéficie de toutes les voies de recours et qu’il puisse mener une vie normale à Jérusalem, où il est né, réside et souhaite vivre.
La France a également engagé de multiples démarches auprès des autorités israéliennes pour manifester de la manière la plus claire son opposition à cette expulsion d’un résident palestinien de Jérusalem-Est, territoire occupé au sens de la quatrième convention de Genève.

Les services du ministère de l’Europe et des Affaires étrangères à Paris, les consulats généraux de France à Jérusalem et à Tel Aviv, ainsi que l’ambassade de France en Israël ont déployé tous leurs efforts pour lui apporter toute l’assistance possible à travers de nombreuses visites consulaires. Le ministère de l’Europe et des Affaires étrangères est en relation continue avec la famille de M. Hamouri. »

##### Union européenne
Lors d’un débat au Parlement européen de Strasbourg le 9 juillet 2008 et consacré aux prisonniers palestiniens en Israël, la députée socialiste belge Véronique De Keyser a évoqué le cas de Salah Hamouri dans une question orale. Pour la députée : 

« il faut négocier, par exemple l'échange et la libération de prisonniers, comme celle de Gilad Shalit, d'un côté, de Salah Hamouri, de l'autre. »

#### Soutiens et critiques

##### Comités de soutien
Plusieurs comités de soutien se sont constitués pour protester contre sa condamnation.
Un « Comité national de soutien » à Salah Hamouri a été créé en octobre 2008,, coprésidé par Hind Khoury et Stéphane Hessel. Jean-Claude Lefort, ancien député PCF et beau-père d'Hamouri, est le coordinateur national de ce comité.
Font également partie du Comité National de soutien des personnalités, politiques ou non, telles que Marie-George Buffet, Noël Mamère, Christiane Taubira, Jean-Louis Bianco, Jack Lang, Alain Krivine et Olivier Besancenot, Albert Jacquard, Rony Brauman, Edgar Morin, Mgr Jacques Gaillot, Mouloud Aounit du Mrap ou l'acteur François Cluzet, et bien d'autres[réf. nécessaire].
Depuis la création du comité national, des comités locaux se sont formés dans plusieurs villes de France[source insuffisante].

##### Controverse
François Cluzet, ayant pris la défense de Salah Hamouri, déclare sur France 2 que celui-ci est poursuivi par la justice israélienne parce qu'il serait « contre les colonisations » des territoires palestiniens. Le Bureau national de vigilance contre l'antisémitisme (BNVCA), considérant que cette intervention constitue une « incitation à la haine » et « un plaidoyer en faveur de la libération du terroriste franco-palestinien », rappelle que Salah Hamouri a été condamné par la justice d'Israël pour avoir « en sa qualité de leader d'une faction du FPLP » projeté un attentat, et saisit le CSA pour réclamer que France 2 « rétablisse la vérité » le concernant,,. Entre-temps, France 2 a diffusé un reportage sur Salah Hamouri, où les faits pour lesquels il a été condamné ont été rappelés. Le CSA a finalement considéré que les propos de François Cluzet n'étaient pas « constitutifs d'une incitation à la haine ou à la violence », et a souligné qu'« en diffusant, le 22 novembre 2009, un sujet complet sur Salah Hamouri, France 2 avait assuré la diversité des points de vue et l'honnêteté de l'information »[source insuffisante]. Le président du BNVCA déplore toutefois un reportage « pas très équilibré »[source insuffisante].

#### Libération
Salah Hamouri est libéré le dimanche 18 décembre 2011 avec 550 autres prisonniers dans le cadre de l'échange « Gilad Shalit », conclu avec l'Égypte, avec l'accord du rabbin Ovadia Yosef, dirigeant spirituel du parti orthodoxe israélien Shass.
Depuis sa sortie de prison, les autorités israéliennes lui ont remis plusieurs ordres militaires lui interdisant de se rendre en Cisjordanie. En janvier 2016, alors qu'elle était enceinte de 6 mois et possédait un visa en règle pour résider à Jérusalem, l'épouse de Salah Hamouri, Elsa Lefort, a été mise en détention trois jours puis expulsée vers la France et ne peut plus entrer sur le territoire israélien ou palestinien.
Dans un entretien avec le journal Le Point, Salah Hamouri explique qu’il doit sa libération davantage au comité de soutien présidé par Jean-Claude Lefort qu’au gouvernement, dont il estime les efforts tardifs et différents de ceux dont a pu bénéficier le soldat Gilad Shalit. Il remercie François Cluzet de son soutien public et déplore les pressions qu’il a subies à la suite de cette assistance. Il explique que les conditions de vie en prison sont très difficiles, comme le fait de vivre à huit dans une cellule et les empêchements de lire, d’étudier et de recevoir des visites. Au sujet de sa grève de la faim, il déclare avoir protesté par ce geste avec 234 autres prisonniers contre les conditions déplorables de détention ce qui lui a coûté une semaine d’isolement. En ce qui concerne son accusation de participation à un complot visant à assassiner Ovadia Yosef, il déclare que pour Israël « tout le peuple palestinien est condamné d'avance » et affirme la légitimité du combat pour la liberté du peuple palestinien. Enfin, il qualifie d'importants les gestes du Hamas pour la libération des prisonniers palestiniens ainsi que les démarches de Mahmoud Abbas pour l'adhésion d'un État palestinien à l'ONU.

### Deuxième arrestation
Salah Hamouri est de nouveau arrêté à son domicile à Jérusalem-Est dans la nuit du 22 au 23 août 2017 et placé en détention administrative pour une première période de 6 mois (renouvelable indéfiniment) sur décision de l'armée israélienne, car accusé d'avoir renoué avec le FPLP.
Le 12 septembre 2017, le Shin Bet, service de sécurité intérieur israélien, indique au Times of Israel les raisons officielles de sa mise en détention administrative : « Après sa libération de prison, il est retourné travailler au sein de l’organisation terroriste du Front populaire de libération de la Palestine (FPLP) et, malgré les avertissements qu’il a reçus des forces de sécurité, Hamouri a continué à opérer dans le cadre de l’organisation. À la lumière de cela, il a été arrêté ».
Le 24 octobre 2017, la Cour suprême d'Israël émet une décision de justice dans laquelle elle estime que Salah Hamouri est « un haut responsable d’une organisation terroriste » et « constitue bien un danger important et réel pour la sécurité publique et que la détention administrative pour la période donnée est justifiée ». Après treize mois d'incarcération, sa peine d'emprisonnement de six mois ayant été renouvelée pour quatre mois puis trois mois, il est libéré le 30 septembre 2018. L’appartenance de Salah Hamouri au FPLP n'a jamais été démontrée par les autorités israéliennes.
Il échappe à une tentative d'enlèvement le 20 mai 2020, alors qu'il se rendait dans les locaux de l’association Addameer de défense des droits de l’homme et des prisonniers (Ramallah), où il travaille et qu'Israël considère comme une organisation terroriste. D'après le journaliste à L'Humanité Pierre Barbancey, les trois agresseurs « sont très vraisemblablement des agents israéliens, des mista’arvim ».

### Troisième arrestation
Le 30 juin 2020, il est à nouveau arrêté par les forces israéliennes alors qu'il allait se faire tester au coronavirus. Il est présenté à un juge et libéré sous conditions, après avoir versé une caution, une semaine plus tard,.
Son avocate israélienne et représentante légale est Leah Tsemel.

### Quatrième arrestation et expulsion
Début mars 2022, il est condamné à 4 mois de détention administrative par la justice militaire israélienne considérant qu'il « menace la sécurité de la région ». Cette procédure permet d'incarcérer un suspect sans limite dans le temps et sans lui notifier ce qu'on lui reproche. En juin, sa détention est prolongée de trois mois. Son dossier est secret, y compris pour son avocat, et la raison de sa détention ne lui est pas communiquée. Finalement, le 18 décembre 2022, après une détention de 9 mois, il est extrait de prison et expulsé de force vers la France par Israël, procédé qui constitue un « crime de guerre », selon le Haut-Commissariat de l'ONU.
Administrativement, son « permis de résident » est révoqué au motif de « défaut d’allégeance » à l’État israélien, ce qui ne lui permet plus de rester légalement à Jérusalem, sa ville de naissance. Cette procédure, qui vise à expulser les Palestiniens de Jérusalem, est qualifiée de déportation par Amnesty International.
Après son expulsion d'Israël, Hamouri porte plainte à Paris le 28 mars 2024 pour détention arbitraire et tortures, afin de dénoncer les conditions de son incarcération en Israël en 2022 Un juge d'instruction enquête depuis juillet 2024, sur une détention arbitraire et des tortures imputées à Israël, à la suite de cette plainte.

### Exil en France
Depuis son arrivée en France au mois de décembre 2022, Salah Hamouri « se heurte aux pressions du ministère de l’Intérieur », écrit Le Monde. Sensible aux « protestations d’une partie de la communauté juive […], la Place Beauvau s’efforce de limiter ses interventions publiques par des interdictions préfectorales ».
En janvier 2023 à Lyon, il est invité pour une table-ronde sur les accords d'Oslo, ce qui provoque le départ du grand-rabbin de la ville, Daniel Dahan, qui refuse de lui apporter sa « caution morale »,. Le maire écologiste de Lyon, Grégory Doucet, réitère son souhait de l'accueillir pour cet événement, pour finalement annuler la table ronde le 30 janvier après des pressions de la communauté juive et de la préfecture. Par la suite, l’université Lyon-III l'a désinvité d’une seconde conférence, prévue le 22 février.
Le 13 mars 2023, le préfet de la Vienne a tenté de convaincre une association de ce département d’annuler une réunion, prévue le même jour, à laquelle Salah Hamouri devait participer.
Le 16 mars 2023, le tribunal administratif de Nancy a invalidé un arrêté de la préfecture de Meurthe-et-Moselle interdisant la tenue d’une conférence sur la Palestine à laquelle Salah Hamouri devait intervenir. Le juge des référés a qualifié l’interdiction d’« atteinte grave et manifestement illégale à la liberté d’expression ».
Avançant une menace de troubles à l'ordre public, la préfecture de l'Allier a interdit une conférence de la CGT qui devait se tenir le 9 décembre 2024 à Commentry avec Salah Hamouri.
Le 18 décembre 2024, la préfecture du Rhône a interdit pour « risque de trouble à l’ordre public » une conférence de Salah Hamouri prévue à Lyon. Toute autre conférence de l'avocat franco-palestinien est également interdite dans le département.

## Hommages
Salah Hamouri est fait citoyen d'honneur des villes de Gennevilliers (Hauts-de-Seine) et Grigny (Essonne), le 16 mai 2009, et la mairie de Bourg-en-Bresse (Ain) a apporté son soutien[réf. nécessaire].
Il reçoit également la médaille d'honneur de la ville de Stains (Seine-Saint-Denis) de la part du maire Azzedine Taibi (PCF).
En 2017, alors que le portrait de Salah Hamouri est affiché sur le fronton de la mairie de Stains, le préfet de la Seine-Saint-Denis porte plainte à ce propos contre le maire qui se retrouve en mars 2018 devant le tribunal administratif de Montreuil.

## Publications
- Prisonnier de Jérusalem. Un détenu politique en Palestine occupée, ouvrage autobiographique écrit avec le concours d'Armelle Laborie, éditions Libertalia, 2023  (ISBN 9782377292998)